# کمنش‌پالفا

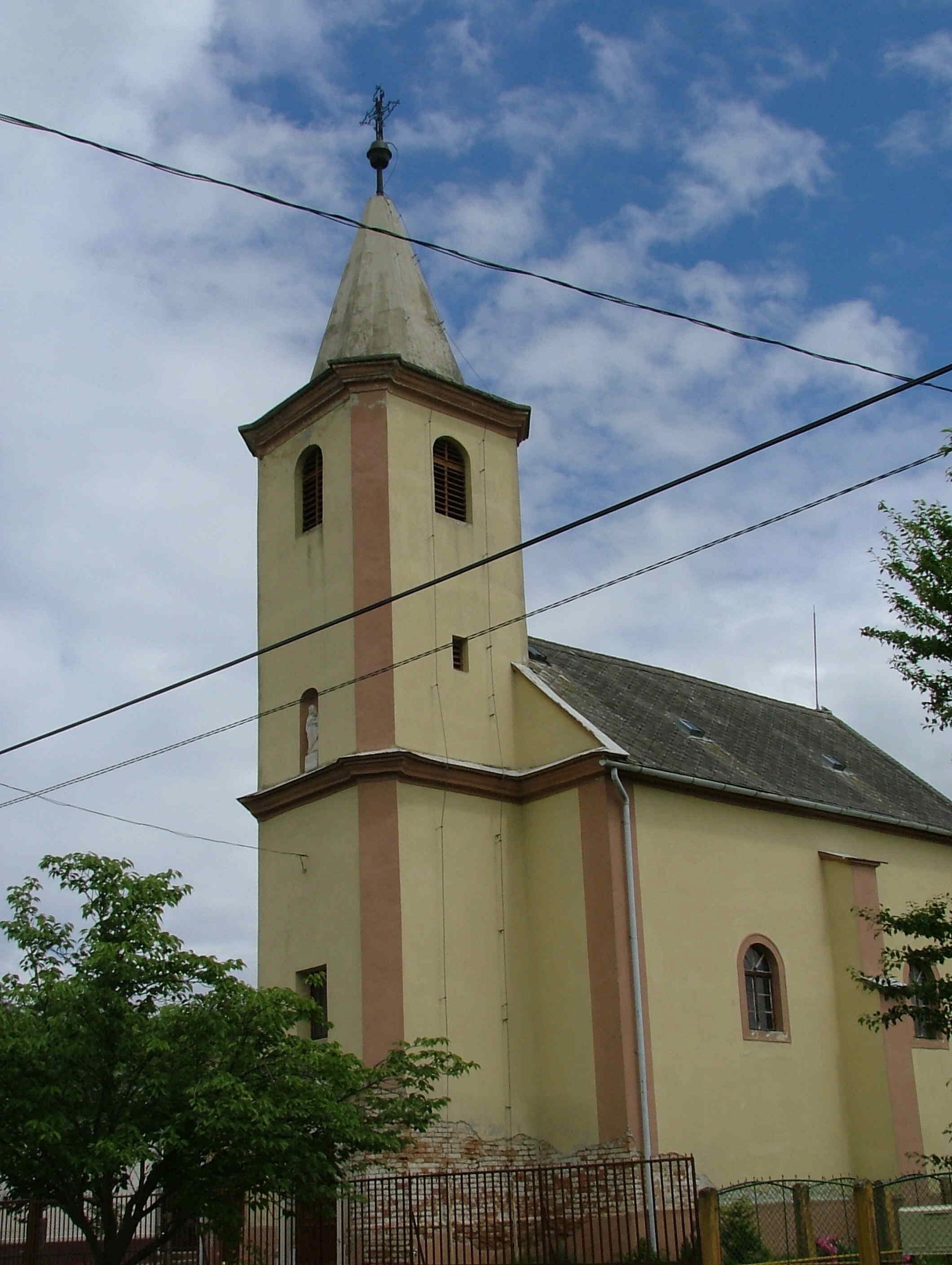
نمای ساختمان کلیسای کاتولیک کمنشپالفا - ۲۰۰۷

کِمِنِش‌پالفا (به مجاری:  Kemenespálfa) یک شهرداری در مجارستان است که در واش واقع شده‌است. کمنش‌پالفا ۱۳٫۷۲ کیلومتر مربع مساحت و ۴۵۶ نفر جمعیت دارد.